# Route nationale 35 (Luxembourg)
Pour les articles homonymes, voir N35 et Route nationale 35.
La route nationale 35 est une route nationale luxembourgeoise reliant la N5 au giratoire de Bertrange-nord.